# Ведра (остров)
Эс-Ведра́ (кат. Es Vedrà, исп. Es Vedrá) — небольшой скальный остров в составе мини-архипелага Питиузские острова, который является частью Балеарских островов. Наивысшая высота 391 м. Остров расположен в 2 км от западного берега Ивисы. Является заповедником, необитаем.